# Soul Surfer (phim)
Soul Surfer là phim truyện do Sean McNamara đạo diễn, được công chiếu trong tháng 8 năm 2011. Cuốn phim dựa trên quyển tự truyện Soul Surfer: A True Story of Faith, Family, and Fighting to Get Back on the Board của Bethany Hamilton thuật lại cuộc đời của cô kể từ sau tai nạn khủng khiếp khi cô bị cá mập tấn công cùng những trải nghiệm của cô trong nỗ lực trở lại với môn thể thao mạo hiểm này, từ một thiếu niên say mê môn lướt ván trở nên một vận động viên chuyên nghiệp. Cuốn phim được thực hiện với sự tham gia của các diễn viên như AnnaSophia Robb, Helen Hunt, Dennis Quaid, Lorraine Nicholson, Carrie Underwood, Kevin Sorbo, Sonya Balmores, Branscombe Richmond, và Craig T. Nelson.
Phim quay ở Hawaii từ đầu năm 2010. Trong phim, Robb phải mặc một tay áo màu xanh để kỹ thuật viên ứng dụng hiệu ứng hình ảnh tạo hình cho vai trái của cô một cục bướu là dấu vết của cánh tay bị cắt đứt. Đoàn làm phim cũng thực hiện những cảnh quay ở Tahiti trong tháng 8 năm 2010. Ngày 8 tháng 4 năm 2011, Soul Surfer ra mắt khán giả tại các rạp chiếu phim ở Hoa Kỳ và Canada, thu được 47 088 990 USD. Chi phí làm phim là 18 triệu USD.

## Chuyện phim
Năm 2003, cô bé 13 tuổi Bethany Hamilton, đang sống tại Kauai, Hawaii với bố mẹ, Tom và Cheri, cùng hai anh trai Noah và Timmy. Tất cả thành viên của gia đình Hamilton đều yêu thích môn lướt ván, nhưng Bethany và cô bạn thân Alana Blanchard (về sau là người mẫu và vận động viên lướt ván chuyên nghiệp) lớn lên với niềm đam mê dành cho môn thể thao này, và cùng nung nấu khát vọng tham gia các giải thi đấu. Bethany từng gây thất vọng cho người hướng dẫn thanh niên trong nhà thờ, Sarah Hill, vì cô đã bỏ một chuyến đi truyền giáo đến Mexico để tranh tài trong một giải lướt ván. Bethany và Alana chiếm hai hạng đầu: Bethany thứ nhất, Alana thứ hai.
Hôm sau, bố Tom đến bệnh viện để giải phẫu đầu gối theo lịch hẹn trong khi hai cô gái đi lướt ván cùng bố và anh trai của Alana: Holt và Byron. Biển xanh và lặng như mặt hồ, Bethany buông thỏng tay trái xuống nước. Đột nhiên, một con cá mập báo lướt dưới tấm ván trượt ngoạm đứt cánh tay cô ngay sát vai. Holt, Alana, và Byron vội đưa Bethany lên bờ. Trong khi Holt xé áo bơi làm ga-rô thì Byron gọi 911 và báo tin cho Cheri. Một xe cứu thương đưa Bethany đến bệnh viện. Ngay lúc chuẩn bị giải phẫu đầu gối cho Tom, thì Bác sĩ David Rovinsky được yêu cầu đến phòng cấp cứu. Không chỉ mất cánh tay trái, Bethany còn mất 60% lượng máu của cơ thể. Khi biết Bethany sống sót sau tai nạn, Rovinsky gọi đó là phép lạ.
Sự tập trung đông đảo các paparazzi gây áp lực trên gia đình của Bethany và xâm phạm sự riêng tư của họ. Tạp chí Inside Edition đề nghị cung cấp một cánh tay giả đẹp hoàn hảo với khớp tay có thể co giãn để được phỏng vấn Bethany, nhưng cô giận dữ từ chối khi biết rằng với cánh tay giả ấy cô không thể lướt ván trở lại.
Cuối cùng Bethany cũng có thể thi đấu trở lại. Cô từ chối đề nghị của ban giám khảo cho cô ưu tiên xuất phát trước năm phút. Không thể trụ lâu trên ván trượt để đuổi bắt các đợt sóng, cô thất bại trong lần trở lại đầu tiên này. Thất vọng, Bethany quyết định bỏ cuộc, điều này gây ra một cuộc tranh cãi gay gắt giữa cô và người bạn thân Alana.
Sarah ngạc nhiên khi Bethany tham dự một chuyến đi truyền giáo do Hoàn cầu Khải tượng tài trợ đến giúp đỡ người dân ở Phuket, Thái Lan sau thảm họa Động đất Ấn Độ Dương năm 2004. Cô cùng một nhóm các bạn trẻ trong nhà thờ tìm đến giúp đỡ trẻ em Thái vượt qua nỗi sợ hãi đối với biển cả. Cũng dễ hiểu khi chúng tỏ ra sợ nước, nhất là những em còn bé. Sau khi cùng lướt ván với bọn trẻ và giúp chúng hết sợ, Bethany nhận ra rằng cô có thể sử dụng kỹ năng mình có để giúp ích người khác, vàcô quyết định trở lại với tấm ván trượt.
Tin tưởng rằng Bethany có bản năng đặc biệt của một tay lướt ván chuyên nghiệp nhờ khả năng cảm nhận thời điểm hình thành những con sóng tốt nhất, bố Tom lắp một tay cầm vào ván trượt để cô giữ khỏi bị rơi khỏi ván. Điều này được chấp nhận trong các cuộc thi. Bethany tập luyện chuẩn bị cho thi đấu, đồng thời nhen nhúm lại tình bạn bới Alana. Cô tham dự cuộc thi cấp quốc gia. Mặc dù thi đấu tốt, Bethany vẫn chỉ ở vị trí sau cùng trong ba người dẫn đầu. Vào phút chót, đột nhiên những đợt sóng biến mất, các thí sinh chỉ còn biết lượn lờ trên mặt nước và chờ đợi. Đây là lúc niềm tin của Tom dành cho con gái được chứng minh bởi vì Bethany là người duy nhất cảm nhận được sự hình thành của một con sóng lớn, cô liền bơi ra xa để đón nó. Khi con sóng đến, chỉ một mình cô bắt kịp. Tuy nhiên, lúc đó vừa hết thời gian thi đấu. Là người chiến thắng, Malina đã mời Bethany lên bục để chia sẻ với cô vinh quang này.
Trong một cuộc phỏng vấn, khi được hỏi sẽ làm gì nếu có cơ hội đảo ngược tai họa đã xảy đến với cô, Bethany trả lời rằng cô chấp nhận mất cánh tay ấy bởi vì nó cho cô cơ hội đến với nhiều người và giúp đỡ họ.

## Sản xuất
Sáu tháng sau khi xảy ra tai nạn, một dự án làm phim về cuộc đời Bethany bắt đầu ló rạng. Bố của hai người bạn của Bethany, Roy "Dutch" Hofstetter, nhận phụ trách truyền thông cho gia đình Hamilton. Tháng 2 năm 2004, Hofstetter đã hình dung một cuốn phim dựa trên trải nghiệm của Bethany có tựa đề The Bethany Hamilton Story. Năm 2004, xuất bản quyển tự truyện của Bethany Soul Surfer: A True Story of Faith, Family, và Fighting to Get Back on the Board. Đài BBC tường thuật rằng cuốn phim về cuộc đời Bethany sẽ được bấm máy trong tháng 1 năm 2005. Tuy nhiên, đến tháng 7 năm 2006, tạp chí Time cho biết cuốn phim sẽ được thực hiện trong năm. Còn theo Tạp chí Variety, dự án có giá trị 7, 5 triệu USD với sự hậu thuẫn của giám đốc Sony Pictures, Peter Schlessel.
Tháng 1 năm 2007, Sean McNamara chính thức được chọn làm đạo điễn cho cuốn phim. Trong khi Hamilton gặt hái thành công trong thi đấu, trở thành vận động viên chuyên nghiệp trong năm 2007, McNamara, nhà sản xuất David Brookwell, và quản lý Roy Hofstetter lo tìm kiếm nguồn tài chính. Đoàn làm phim gặp gỡ các thành viên gia đình Hamilton nhằm tìm hiểu xem có xảy ra những tranh chấp nội tâm và về những gì họ phải gánh chịu liên quan đến tai nạn của Bethany, họ nhận ra rằng sự kiện ấy đã gây căng thẳng cho các thành viên của gia đình, khiến họ tra vấn về đức tin, và khiến Bethany khổ tâm về ngoại hình của mình rồi tự hỏi liệu các chàng trai có chấp nhận cô không. Cùng lúc, sự tập chú của các phương tiện truyền thông tạo áp lực nặng nề cũng như ảnh hưởng trên cuộc sống riêng tư của gia đình Hamilton đến nỗi Brookwell gọi nó là "tai nạn cá mập tấn công lần thứ hai".
Phải mất vài năm McNamara, Brookwell, Hofstetter, và Douglas Schwartz mới kiếm đủ tiền để làm phim. Đạo diễn McNamara viết kịch bản với sự cộng tác của Michael Berk, Douglas Schwartz và Deborah Schwarts. Trước khi sản xuất, Sony Pictures Worldwide Acquisitions đã giành được quyền phân phối ở Bắc Mỹ và các lãnh thổ khác. Bethany Hamilton và mẹ chọn diễn viên AnnaSophia Robb thể hiện cô trên màn ảnh cùng Sonia Balmores Chung và Jeremy Sumpter vào vai Malina và anh trai của Alana, Byron. Tháng 2 năm 2010, Robb chính thức nhận vai Hamilton, trong khi đó hai diễn viên gạo cội Dennis Quaid và Helen Hunt vào vai bố mẹ của Bethany. Ca sĩ Carrie Underwood, lần đầu tiên đóng phim, được giao vai người phụ trách thanh niên trong nhà thờ, Sarah. Đích thân Hamilton diễn xuất trong những cảnh quay lướt ván sau khi bị tai nạn. Phim được quay ở Hawaii. Những cảnh quay chính thực hiện trong 40 ngày. Đạo diễn hình ảnh John R. Leonetti bấm máy quay 35mm. Robb mặc tay áo màu xanh để xử lý hiệu ứng ảo hậu kỳ. Còn có thêm những cảnh quay được thực hiện ở Tahiti trong tháng 8 năm 2010. Gia đình Hamilton tham gia chọn nhạc phim. Đến khi hoàn tất, chi phí cho cuốn phim là 18 triệu USD.
AnnaSophia Robb rất xuất sắc khi thể hiện những xung đột nội tâm của Bethany, sự dễ tổn thương cùng tính cách thu hút của cô bé 13 tuổi, sức chịu đựng cùng ý chí kiên cường của một người sinh ra với niềm đam mê dành cho môn lướt ván. Dennis Quaid giúp khán giả nhận biết tình thương bao la của người cha dành cho con gái, và diễn viên đoạt giải Oscar, Helen Hunt, vào vai đầy sức thuyết phục diễn đạt tâm trạng bồn chồn, âu lo của người mẹ khi con lâm nạn. Những diễn viên khác như Lorraine Nicholson (con gái của Jack Nicholson) thể hiện tốt vai Alana Blanchard, người bạn thân của Bethany, Kevin Sorbo vai cha của Alana, và Craig T. Nelson nhận vai người thầy thuốc tận tâm và là người bạn thân của gia đình Hamilton. Bên cạnh đó, ca sĩ nhạc đồng quê Carrie Underwood, lần đầu tiên xuất hiện trên màn ảnh rộng, vào vai Sarah Hill, người phụ trách thanh niên cho giáo đoàn, cũng là người bạn lớn của Bethany.

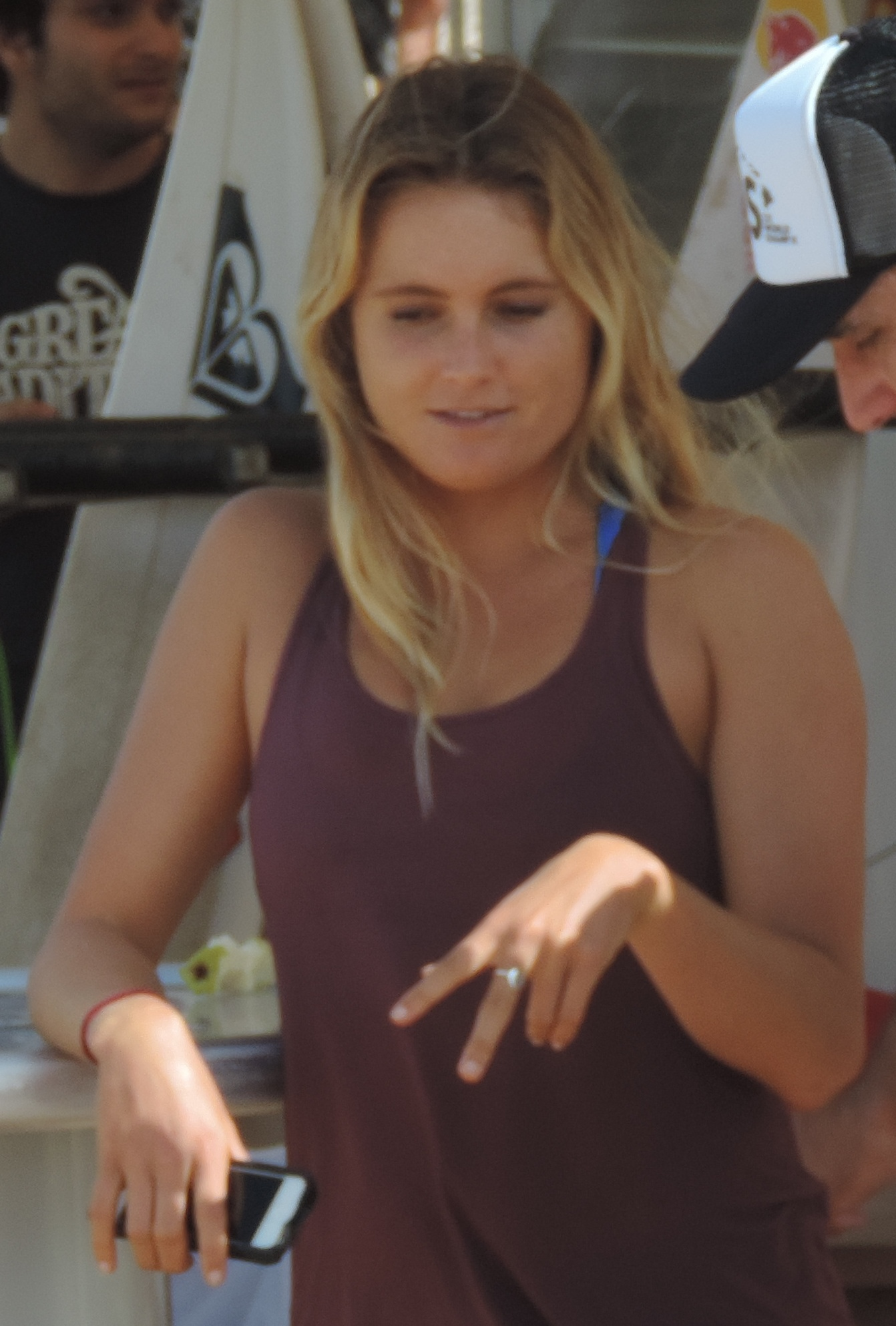
Alana Blanchard, bạn thân của Bethany Hamilton

Quaid thuật lại những trải nghiệm về giai đoạn này, "Tôi chỉ nhớ mơ hồ về câu chuyện ấy, hầu như quên hẳn. Nhưng khi hiểu được câu chuyện của Bethany, khi nhận ra hình mẫu tuyệt vời ấy, tôi đã không kìm được nước mắt. Tôi choáng ngợp vì nó, đúng là một tấm gương đáng để noi theo. Vậy mà chỉ hai ngày sau, họ gọi đến để hỏi tôi có muốn nhận vai bố của Bethany trong phim không. Không cần suy nghĩ gì nhiều, tôi trả lời muốn nhận vai ấy." Ông tiếp, "Câu chuyện của Bethany khiến bạn dừng lại để nhận ra rằng sự sống quí báu biết bao, khiến bạn suy nghĩ phải làm gì khi tai ương ập đến; điều này hình thành tính cách chúng ta. Bethany đã gượng dậy và đứng lên. Cô ấy đã làm được bằng cách đồng hành với Chúa."
Robb, người cùng chia sẻ đức tin với Bethany, đam mê với vai diễn, "Bethany điềm tĩnh hơn tôi nhiều, tôi thì cởi mở hơn. Nhưng chúng tôi giống nhau nhiều lắm. Cả hai đều kiên trì, cả hai đều có một gia đình sẵn lòng hậu thuẫn, cả hai đều xem đức tin là điều rất quan trọng trong cuộc sống." Rồi cô nhận xét về Bethany, "Bạn ấy là một con người kỳ diệu đã trải qua một cuộc hành trình diệu kỳ... dù chịu đựng nhiều bạn ấy chỉ muốn tiến tới. Giống như là, Nó đã qua rồi, tôi đã chịu đựng được, cứ đi tiếp. Bạn ấy chẳng buồn nhắc đến tai nạn. Đối với bạn ấy, không cần phải nhớ đến nó bởi vì bạn ấy đang ở đây, là một vận động viên lướt ván chuyên nghiệp, và bạn ấy yêu cuộc sống." Về phần mình, Bethany Hamilton nhận xét về AnnaSophia Robb, "Bạn ấy thực sự là lựa chọn của tôi. Tôi đã xem bạn ấy trong vài phim như Bridge to Terabithia và Charlie and the Chocolate Factory. Tôi tin rằng bạn ấy có thể diễn xuất tốt khi vào vai của tôi. Bạn ấy mời tôi đến Hawaii, huấn luyện viên của tôi và tôi hướng dẫn bạn ấy cách lướt ván..."
Những người trong đoàn làm phim thường nói về vai diễn xuất thần của Robb. Trong lần quay đầu tiên cảnh cá mập tấn công, họ đã ngừng quay, nín thở, và lau nước mắt bởi vì Robb diễn quá thật. Cũng giống như vậy là cảnh quay trong bệnh viện khi Bethany choàng tỉnh rồi nhận ra rằng mình đã mất hẳn cánh tay.

## Công chiếu
Tờ USA Today xếp Soul Surfer vào dòng phim có liên quan đến tôn giáo như The Blind Side, Get Low, Like Dandelion Dust, và Jumping the Broom. Tháng 9 năm 2010, studio độc lập FilmDistrict hợp tác với TriStar Pictures phát hành phim. Dự tính ban đầu là cho công chiếu tại 300 rạp chiếu phim, nhưng sau khi duyệt phim, những nhà điều hành quyết định đầu tư 26 triệu USD để in ấn và quảng cáo nhằm công chiếu Soul Surfer tại 2 000 rạp.
Ở lần chiếu trước cho khán giả là giới lãnh đạo giáo hội, trong một cảnh quay khi Dennis Quaid đọc Kinh Thánh bên giường bệnh của con gái trong bệnh viện, chữ "Holy Bible" in trên bìa quyền Kinh Thánh bị xóa bởi vì, theo lời thuật của bố Bethany, David Zelon, giám đốc điều hành của Mandaly Pictures, vận động cắt giảm yếu tố Cơ Đốc trong phim nhằm thu hút khán giả không có đạo. Song, gặp phải sự phản đối của gia đình Hamilton, chữ "Holy Bible" được đưa vào trong phim. Một cảnh quay khác cũng gây tranh cãi là phân đoạn Carrie Underwood, trong vai thủ lĩnh thanh niên của nhà thờ, đọc một câu Kinh Thánh. Có ý kiến không muốn khán giả nhận biết câu nói ấy được trích dẫn từ Kinh Thánh, nhưng không nhận được sự đồng thuận. Theo tờ Hollywood Reporter, Hollywood muốn thu hút cả khán giả có đạo và không có đạo. Tuy nhiên, phim Blind Side, đạt doanh thu 256 triệu USD, là một hình mẫu cho sự thành công trong nỗ lực lôi kéo cả hai loại khán giả trên đến rạp chiếu phim.

### Doanh thu
Ngày 8 tháng 4 năm 2011, Soul Surfer được công chiếu tại 2 214 rạp ở Hoa Kỳ và Canada, trong tuần lễ đầu thu được 10,6 triệu USD, được xếp thứ tư về doanh thu. Theo thống kê của Sony Pictures, 80% khán giả là phụ nữ, và 56% dưới 25 tuổi.

### Phê bình
Có những ý kiến trái chiều từ những nhà phê bình. Website Rotten Tomatoes cho điểm 46% dựa trên ý kiến của 101 nhà phê bình, xếp hạng cuốn phim 5.3/10, với lời bình: "Trọng tâm của Soul Surfer là một câu chuyện tuyệt vời có thật – đáng buồn là sự rẻ tiền của Hollywood đã nhấn chìm nó."
Roger Ebert của tờ Chicao Sun-Times với quan điểm trung dung, cho cuốn phim hai sao rưỡi trên bốn sao, "Soul Surfer là phim lành mạnh, giúp ích cho khán giả. Liệu nó có khích lệ các khán giả là người khuyết tật giống như Bethany hay không là một câu hỏi đáng quan tâm. Vai diễn của AnnaSophia thú vị và đầy sức thuyết phục. Dennis Quaid và Helen Hunt thể hiện được sự vững vàng và bảo bọc của bậc sinh thành mặc dù kịch bản không cho họ nhiều đất diễn." Owen Gleiberman của tuần báo Entertainment xếp cuốn phim hạng B với nhận xét, "những khán giả khó tính có thể nói, 'Cuốn phim không dành cho tôi'. Nhưng Soul Surfer, dù được thiết kế theo bài bản, lại là cuốn phim có tính chân thực và làm lay động lòng người." S. Jhoannna Robledo thuộc tổ chức phi lợi nhuận Common Sense Media cho cuốn phim ba sao trên thang điểm năm sao, nhận xét, "Vâng, đây là cuốn phim nhằm truyền tải một thông điệp, nhưng thông điệp này thấm sâu vào tâm khảm, gây ra những cảm xúc bất ngờ."
Đối với số đông khán giả thì đây là một tác phẩm điện ảnh được yêu thích; theo những khảo sát của CinemaScore, khán giả xếp cuốn phim hạng A+.

## Diễn viên
- AnnaSophia Robb vai Bethany Hamilton
- Helen Hunt vai Cheri Hamilton
- Dennis Quaid vai Tom Hamilton
- Carrie Underwood vai Sarah Hill
- Kevin Sorbo vai Holt Blanchard
- Ross Thomas vai Noah Hamilton
- Chris Brochu vai Timmy Hamilton
- Lorraine Nicholson vai Alana Blanchard
- Jeremy Sumpter vai Byron Blanchard
- Sonia Balmores Chung vai Malina Birch
- Craig T. Nelson vaiDr. David Rovinsky
- Cody Gomes as Keoki
- Branscombe Richmond vai Ben
- Bethany Hamilton nhận vai của chính mình (archive footage)
- Alana Blanchard nhận vai của chính mình (archive footage)
- Sean McNamara cameos vai Rip Curl executive.

### Giải thưởng
| Giải thưởng và Đề cử       | Giải thưởng và Đề cử                                                       | Giải thưởng và Đề cử                       | Giải thưởng và Đề cử | Giải thưởng và Đề cử |
| Hội đoàn                   | Thể loại                                                                   | Đề cử                                      | Kết quả              | Ref.                 |
| -------------------------- | -------------------------------------------------------------------------- | ------------------------------------------ | -------------------- | -------------------- |
| Casting Society of America | Outstanding Achievement in Casting: Feature – Studio or Independent Comedy | Joey Paul Jensen                           | đề cử                | [ 26 ]               |
| Crystal Dove Seal Award    | Best Drama                                                                 | Soul Surfer                                | đoạt giải            | [ 27 ]               |
| ESPY Awards                | Best Sports Movie                                                          | Soul Surfer                                | đề cử                | [ 28 ]               |
| Movie Guide Awards         | Best Film for Family Audiences                                             | Soul Surfer                                | đoạt giải            | [ 29 ]               |
| Movie Guide Awards         | Most Inspiring Performance in Movies in 2011                               | Dennis Quaid, AnnaSophia Robb, Kevin Sorbo | đề cử                | [ 29 ]               |
| People's Choice Awards     | Favorite Book Adaptation                                                   | Soul Surfer                                | đề cử                |                      |
| Satellite Awards           | Best Original Score                                                        | Marco Beltrami                             | đoạt giải            | [ 30 ]               |
| Teen Choice Awards         | Choice Movie Drama                                                         | Soul Surfer                                | đề cử                | [ 31 ]               |
| Teen Choice Awards         | Choice Movie Drama Actress                                                 | AnnaSophia Robb                            | đề cử                | [ 31 ]               |
| Women Film Critics Circle  | Best Female Images in a Movie                                              | Soul Surfer                                | đề cử                | [ 32 ]               |